# Граф, Даниэль
Даниэль Граф (нем. Daniel Graf; 7 сентября 1981, Гревенрода, Эрфурт, ГДР) — немецкий биатлонист. Чемпион Европы, обладатель Кубка IBU по биатлону в общем и спринтерском зачётах в сезоне 2009—2010. Завершил карьеру в 2011/2012

## Биография
Даниэль Граф занимается биатлоном с 1990 года. Первый международный успех пришёл к нему в 1999 году на чемпионате мира среди юниоров в Поклюке, где в составе немецкой сборной он занял третье место в эстафете.
Через год немецкая сборная поменяла бронзу на золото, а сам Даниэль стал бронзовым призёром спринта. А через год, в свой последний юниорский сезон Граф повторил оба эти достижения на чемпионате в Ханты-Мансийске.
До сезона 2007—2009 Даниэль Граф выступал на этапах Кубка Европы, и стал четырёхкратным чемпионом Европы в эстафетным гонкам. А затем заменил заболевшего Андреаса Бирнбахера на этапах Кубка Мира, и смог завоевать два индивидуальных подиума в Хохфильцене и Ханты-Мансийске.
Сезон 2008—2009 сложился для Даниэля не слишком удачно. Он заболел гриппом перед его началом и потому не смог как следует подготовиться к этапам Кубка Мира, принимая участие в основном в Кубке Европы.
В сезоне 2009—2010 Даниэль так же в основном выступал в Кубке IBU и стал победителем общего зачета.

## Общий зачёт Кубка мира
- Сезон 2004—2005 — 22 место (219 очков);
- Сезон 2005—2006 — 55 место (52 очка);
- Сезон 2006—2007 — 53 место (43 очка);
- Сезон 2007—2008 — 13 место (444 очка);
- Сезон 2008—2009 — 87 место (18 очков);
- Сезон 2009—2010 — 101 место (11 очков).

## Общий зачёт Кубка IBU
- Сезон 2008—2009 — 24 место (192 очкa);
- Сезон 2009—2010 — 1 место (603 очкa).